# Kizboj
Kizboj (ros. Кизбой) – wieś w Rosji, w rejonie czerepowieckim obwodu wołogodzkiego. W 2002 r. liczyła 6 mieszkańców, z kolei w 2010 populacja miejscowości wynosiła 9 osób.